# Brandpumpe
En brandpumpe eller brandsprøjte er en pumpe, der kan sprøjte store mængder vand via en brandslange eller en vandkanon mod en brand, når man søger at slukke den. Brandpumper findes som særskilte maskiner og som pumper fast bygget sammen med f.eks. et slukningskøretøj eller et skib beregnet på brandslukning. De fleste moderne brandpumper kan også suge vand op fra f.eks. en å eller dam.

## Historisk
Den første vandpumpe, man kender til, som ville kunne bruges til brandslukning, er opfundet af grækeren Ktesibios, der grundlagde pneumatikken, omkring år 300 f. kr. Opfinderen beskrev den i en af sine bøger, der siden er gået tabt, men den er også omtalt af den romerske arkitekt Vitruvius. Pumpen blev, i flg. Vitruvius, kun brugt til at drive springvand.  Også grækeren Philon har beskrevet en stempelpumpe, som kan være den samme som Ktesibios'.
Konstruktion bestod af to stempler med hvert sit håndtag. Klapventiler i bunden og toppen sørgede for, at vandet kun kunne bevæge sig én vej. Rør fra hver cylinder samles til ét stigrør, kaldet trompeten.
Grækeren Heron har også skabt en pumpe efter samme principper omkring år 60, og denne var tænkt brugt til brandslukning. I denne pumpe er de to stempler koblet til den samme stang, således at det ene stempel går ned, når det andet løftes.
Der er bevaret tre antikke pumper af bronze, hvor de to befinder sig på British Museum. Disse pumper er ikke forsynet med indsugningsrør, og må derfor have været placeret i f.eks et kar, der har kunnet fyldes op med vand vha. spande.

## Efter antikken
Herons brandpumpe var i brug i mange større byer op til engang i 1800-tallet i stort set uændret form. Den var typisk anbragt fast på en hurtig hestevogn. Vandforsyningen skete ved kæder af mennesker, der lod spande gå frem og tilbage. Det engelske udtryk for denne kæde er en bucket brigade.
Pumpen blev efterhånden afløst af dampdrevne pumper, der havde større kapacitet.

## Principper
Brandpumper er baseret på et af to principper. De ældste brandpumper var stempelpumper, enten enkeltvirkende eller dobbeltvirkende (stemplet trykker vand fra den ene side, når det løftes og fra den anden side, når det sænkes). Moderne typer er centrifugalpumper, der kan flytte store mængder vand. Centrifugalpumper består ofte af to trin. De kan typisk levere mellem 1000 og 2000 l vand i minuttet.
Stempelpumper i lille format finder stadig anvendelse som 'spandesprøjter til bekæmpelse af små brande, der ikke har nået at udvikle sig endnu. Pumpen kan f.eks. placeres direkte i spanden eller et andet kar. En mand kan pumpe, mens en anden styrer den korte slange med strålerøret. En ekstra spand gør det muligt for en tredje hjælper at hente mere vand. Spandesprøjter kan også betjenes kun af én mand.

### Ansugning
Hvis en brandpumpe er koblet direkte til en brandhane, vil trykket fra vandledningen føre vandet frem til pumpen. Hvis der i stedet skal suges vand fra en branddam, en å eller en sø, skal pumpen suge vandet op. I virkeligheden er der tale om, at luften i sugeslangen, en særlig slange med forstærkede vægge, så den ikke klapper sammen, skal fjernes, så atmosfærens tryk presser vandet op i slangen og frem til pumpen. En centrifugalpumpe fungerer ikke godt til både at suge luft og til at pumpe vand. I stedet kan luften fjernes ved brug af en ejektorpumpe. Denne er typisk en dyse, hvorigennem udstødningsgassen fra pumpens forbrændingsmotor strømmer igennem, inden den forsvinder ud gennem et rør. Strømmende luft medfører et trykfald, og luften omkring dysen rives med ud. Når vandet har fyldt sugeslangen, slås ejektoren fra, og centrifugalpumpen kan sende vandet videre. Svigter ejektoren kan man evt. fylde sugeslangen med vand gennem en særlig tragt, idet en kontraventil i sugehovedet forhindrer at vandet løber ud i den anden ende af slangen.

### Sugehøjde
Da atmosfærens tryk kun kan løfte en vandsøjle på ca. 10 m, er dette den teoretiske største højdeforskel mellem pumpen og vandoverfladen. I praksis kan en brandpumpe ikke suge mere end 7,5 m. Den maksimale sugehøjde for varmt vand er mindre end for koldt vand, idet det varme vands damptryk mindsker vakuummet i sugeslangen.

### Kapacitet og tryk
En typisk brandpumpe fra Beredskabet er folkevognspumpen (drevet af en folkevognsmotor), der kan levere op til 1000 l vand i minuttet. Skal der leveres vand til en vandkanon, er det nødvendigt at benytte to pumper parallelt.
Når vandet pumpes gennem brandslangerne eller evt. gennem en række rør, møder det en vis modstand, der får trykket til at falde. Dette sker i endnu højere grad, hvis vandet skal pumpes op ad en bakke, idet vandets vægt nu også skal overvindes. I disse tilfælde kan man blive nødt til at etablere en seriepumpning. Man kobler flere pumper sammen i serie. Seriepumpningen kan ske lukket, pumperne er koblet direkte sammen via slanger, eller åbent, hvor en pumpe pumper vand op til et transportabelt kar, hvorfra den næste pumpe suger vandet op, inden det sendes videre. En åben seriepumpning er mindre sårbar, hvis en af pumperne må stoppe et øjeblik, idet karret fungerer som stødpude.
Pumpens evne til at levere vand formindskes, jo større sugehøjde, der benyttes. Derfor bør pumpen placeres så lavt som muligt nær vandoverfladen.

### Kavitation
I nogle situationer kan trykket i pumpen blive så lavt, at der dannes små bobler med vanddamp. Det vil give sig til kende som en snerrende lyd eller som hylen, når boblerne hamrer mod pumpehjulet. Pumpehjulet kan beskadiges af denne påvirkning. Problemet løses ved at skrue afgangsventilen lidt til (drosle den), så trykket i pumpen øges.

## Selvstændige pumper (påhængssprøjter)
Brandpumper findes som særskilte maskiner, gerne monteret på et kørestel, der kan spændes efter en bil. Kørestellet kan være enkelt eller dobbelt, dvs. to pumper kan transporteres samtidig. Når bilen ikke kan køres længere frem, kan kørestellet trækkes af mandskabet, eller pumpen kan ved nogle lette typer tages af stellet og bæres, eller den kan forsynes med et enkelt hjul og skubbes som en trillebør. Kørestellet transporterer også sugeslanger, sugehoved og -kurv (skal forhindre at blade og lignende suges ind i pumpen og at vandet løber tilbage gennem sugeslangen, hvis pumpen kortvarigt standses) samt brændstof til pumpen.